# Le Double Disque d'Or de Status Quo
Le Double Disque d'Or De Status Quo è un album rarità del gruppo inglese Status Quo, uscito nel 1977.

## Il disco
È una raccolta di brani incisi dalla longeva band britannica nel biennio 1970-1971 per l'etichetta Pye Records, prima del passaggio alla Vertigo Records.
Quasi tutto il materiale è tratto dagli album Ma Kelly's Greasy Spoon (1970) e Dog of Two Head (1971).

## Tracce
Lato A disco 1
1. Spinning Wheel Blues - 3:18 - (Rossi/Young)
2. Down the Dustpipe - 2:01 - (Groszmann)
3. Umleitung - 7:06 - (Lancaster/Lynes)
4. Shy Fly - 3:49 - (Rossi/Young)
5. Mean Girl - 3:54 - (Rossi/Young)

Lato B disco 1
1. Tune to the Music - 3:06 - (Rossi/Young)
2. Everything - 2:37 - (Rossi/Parfitt)
3. Someone's Learning - 7:06 - (Lancaster)
4. In My Chair - 3:10 - (Young/Rossi)
5. Something Going on in My Head - 4:44 - (Lancaster)

Lato A disco 2
1. Gerdundula - 3:50 - (Manston/James)
2. Spicks and Specks - 2:47 - (Gibb)
3. Is It Really Me? Gotta Go Home - 9:40 - (Lancaster)
4. (April) Spring, Summer and Wednesdays - 4:15 - (Rossi/Young)

Lato B disco 2
1. Railroad - 5:39 - (Rossi/Young)
2. Lazy Poker Blues - 3:37 (P.Green/C.Adams)
3. Junior's Wailing - 3:32 - (White/Pugh)
4. Lakky Lady - 3:14 - (Rossi/Parfitt)
5. Daughter - 3:00 - (Lancaster/Rossi/Young)
6. Nanana - 2:23 - (Rossi/Young)

## Formazione
- Francis Rossi (chitarra solista, voce)
- Rick Parfitt (chitarra ritmica, voce)
- Alan Lancaster (basso, voce)
- John Coghlan (percussioni)
- Roy Lynes (tastiere)